# 綽特拉
綽特拉（英語：Trottla）是由高木伸創辦的日本性愛娃娃公司，其以製造和生產擁有兒童造型的娃娃為主要業務。

## 歷史
起初擁有一定輕工業知識及技能的高木伸在見到其他廠商的娃娃後，內心突然出現「這樣的產品我也能做到」的想法。於是其開始試製娃娃，並在過程中發現製作娃娃的有趣之處。結果其在借了熟人的錢後，辭掉原本的工作，自行於2005年創立了綽特拉。據《雪梨晨鋒報》於2016年的報導，其官網上約有超過100款可供售賣的娃娃。

## 產品
綽特拉旗下的娃娃全是女童的模樣，這些產品全是高木一手設計的。此外由於大部分製件不能從外部購買，故綽特拉旗下的娃娃全由其製作。為了使其質感更像真實的女童，故其採用了熱塑性彈性體。並以近200度的高溫為原材料加工，在冷卻時塑造出產品要求的形狀。
由於男童模樣的娃娃欠缺需求，故綽特拉決定不生產之。此外它亦出售各種為娃娃而設的服裝，當中包括男裝。

## 銷售
綽特拉採用網絡銷售模式。申請者需向其官方電郵提交申請，在經過確認後的一週內需透過銀行匯錢至綽特拉的銀行戶口；對方在確認後才會開始製作娃娃，最後其會把成品寄到申請時所填寫的地址。日本國外人士亦可透過官網下單，並透過貨運送到其指定的地點。不過其並不會受理來自中、韩、朝三國的訂單，因為高木認為這三個國家是「日本的敵人」。此外亦不會受理來自以色列和中東的訂單，不過這是因為宗教及安全上的考慮。
高木表示，其發現他的顧客有7成以上擁有戀童傾向。亦有人在為性目的而購入產品後，轉而像照顧女兒般為之洗漱梳妝、更衣。女性客戶則會「买这些娃娃来回忆他们小公主时期，或者无病呻吟地幻想一个不幸的童年」。其亦表示自己曾收到顧客的來信指「多亏有你的娃娃，阻止了我去犯罪」。

## 爭議
Change.org上有反對綽特拉的聯署，發起人於當中寫道「有關人偶並不適合用於預防兒童性虐待」，截至2016年4月11日，其共有超過5万5千萬個簽名。
截至2020年，沒有證據證明兒童性愛娃娃能否幫助戀童者控制性慾。高木認為這些產品有助戀童者不去侵犯兒童。但金斯大学医学院的心理学家彼得·法根（Peter Fagan）對此表示質疑，指根據臨床數據，它們可能使恋童者更想侵犯兒童。多伦多大学的心理学家迈克尔·塞托則認為其會減低一類型戀童者侵犯兒童的機會，對於另一類型則會增加之。